# Bäckedalens naturreservat
Bäckedalens naturreservat är ett naturreservat i Skövde kommun i Västra Götalands län.
Området är naturskyddat sedan 2021 och är 7,6 hektar stort. Reservatet ligger söder om Timmersdala och består av sandtäkt, lövlundar och lövsumpskog.